# Salvador Alvarado (Sinaloa)
Salvador Alvarado (Sinaloa) é um município do estado de Sinaloa, no México.